# برایان تیلور (فیلم‌ساز)
برایان تیلور (انگلیسی: Brian Taylor؛ زادهٔ ) یک کارگردان، مدیر فیلم‌برداری، تهیه‌کننده و فیلم‌نامه‌نویس اهل ایالات متحده آمریکا است. وی از سال ۲۰۰۲ میلادی تاکنون مشغول فعالیت بوده‌است. 

## گزیده فیلم‌شناسی
- کرانک (۲۰۰۶)
- آسیب‌شناسی (۲۰۰۸)
- کرانک: ولتاژ بالا (۲۰۰۹)
- گیمر (۲۰۰۹)
- جونا هکس (۲۰۱۰)
- روح سوار: روح انتقام (۲۰۱۱)
- مامان و بابا (۲۰۱۷)[۱]
- پسر جهنمی: مرد کج (۲۰۲۴)